# Pesa Acatus II
Pesa Acatus II (typ 32WE oznaczony serią EN77) – czteroczłonowy częściowo niskopodłogowy normalnotorowy elektryczny zespół trakcyjny produkcji polskiej, wytwarzany w zakładach Pesy na przełomie roku 2010 i 2011, którego 5 sztuk zostało zakupionych przez samorząd województwa małopolskiego. Początkowo pojazdy były eksploatowane przez Przewozy Regionalne, a później przez Koleje Małopolskie, które od 2018 dodatkowo są właścicielami pojazdów.

## Historia

### Geneza

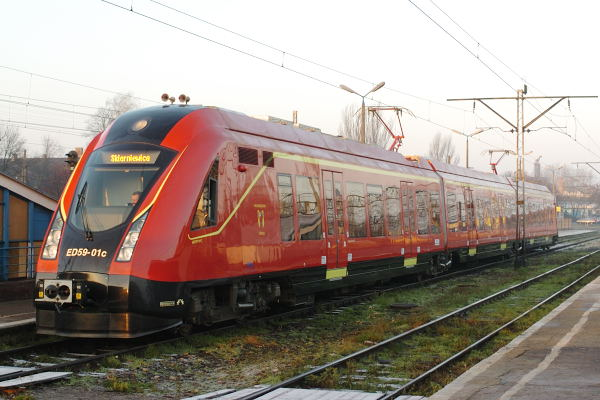
Pesa Acatus (15WE)

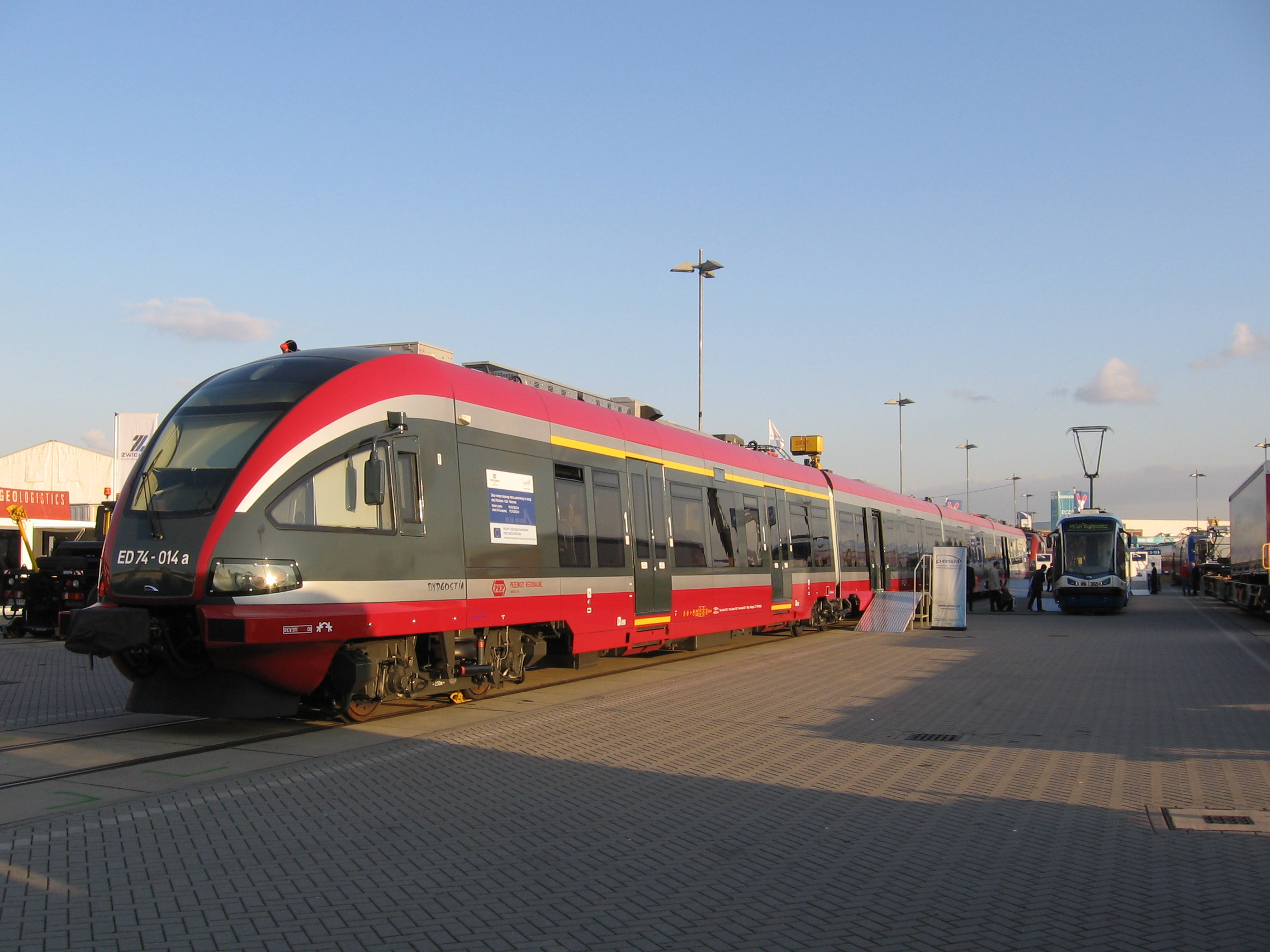
Pesa Bydgostia (16WEk)

Po II wojnie światowej elektryczne zespoły trakcyjne produkowane były aż do 1997 roku tylko przez Pafawag z Wrocławia. Była ona producentem m.in. najpopularniejszego w Polsce EZT serii EN57. Pafawag po prywatyzacji w latach 90. zaprzestał produkcji tego typu pojazdów, a ostatnim wyprodukowanym zespołem był ED73 w 1997. Przez kilka lat w Polsce nie produkowano żadnych EZT.
W tym czasie PKP, a później samorządy, kupowały głównie wagony spalinowe i spalinowe zespoły trakcyjne, gdyż w obsłudze linii niezelektryfikowanych dominowały paliwożerne lokomotywy. Pozwoliło to polskim producentom oraz przewoźnikom na zebranie doświadczenia w produkcji i eksploatacji lekkiego taboru. Dodatkowo modernizowano posiadane przez polskich przewoźników zespoły trakcyjne serii EN57.
Elektryczne zespoły trakcyjne nowych producentów zaczęły pojawiać się na polskich torach w 2004 roku. Od tego czasu przetargi na dostawę EZT wygrywali trzej producenci: Pesa Bydgoszcz (dawne ZNTK Bydgoszcz), Newag (dawne ZNTK Nowy Sącz) oraz Stadler Rail Polska. Pesa po głębokiej restrukturyzacji w 1998 roku początkowo (od 2001 roku) zajęła się produkcją szynobusów, jednakże w 2004 roku podjęła się zbudowania pierwszych EZT dla Warszawskiej Kolei Dojazdowej – 13WE (EN95). Pomimo planów zakupu 10 sztuk, produkcja została zakończona po jednym egzemplarzu. Kolejnym wyprodukowanymi EZT-ami były 15WE (2006 rok) oraz 16WEk (2007 rok). W obu przypadkach produkcja zakończyła się po jednym zamówieniu. Jedną z przyczyn niepowodzenia była wysoka podłoga (1000 mm nad główką szyny), utrudniająca szybką wymianę pasażerów oraz coraz popularniejsze przewozy rowerów, wózków dziecięcych czy inwalidzkich. W Polsce (poza aglomeracją warszawską i trójmiejską) właściwie nie występują wysokie perony oraz nie było planów ich budowy, więc wprowadzanie niskopodłogowych EZT stało się istotne dla zamawiających nowy tabor. Pesa Bydgoszcz uwzględniła to projektując elfa oraz Acatusa II, które są dostosowane do bezstopniowej obsługi peronów wysokości 550/760 mm nad PGS.

### Następca
W 2014 roku Pesa ogłosiła, że po 3 latach przerwy (EN77-005 dostarczono w II kwartale 2011 roku) zamierza rozwijać linię Acatus II sprzedając Acatusy Plus. Zamówienie na te pojazdy złożyły samorządy województwa małopolskiego i podkarpackiego.

## Konstrukcja

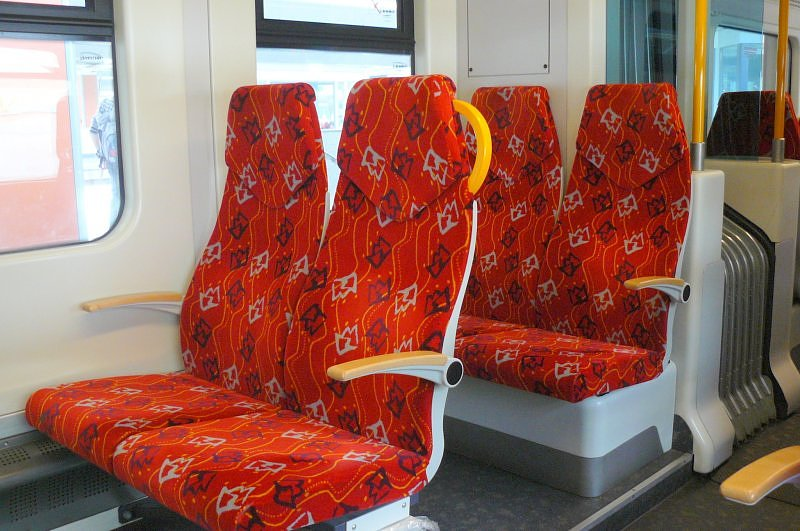
Fotele w EN77-002

Acatus II to czteroczłonowy, jednoprzestrzenny, częściowo niskopodłogowy skład przeznaczony do obsługi przewozów pasażerskich regionalnych. Mimo nazwy ma małe powiązanie z pierwszym Acatusem. 
Środkowe człony posiadają dwie pary drzwi na stronę, a skrajne po jednej parze. Wszystkie drzwi znajdują się w strefie z niską podłogą, pod którymi umieszczono wysuwane stopnie ułatwiające wsiadanie z peronów niższych niż 550/760 mm nad PGS. Pierwszy i ostatni wózek to napędowy 26MN o rozstawie osi 2800mm. Środkowe to wózki toczne 40AN w systemie Jacobsa o rozstawie osi 3000 mm. Nad wszystkimi wózkami znajdują się strefy podwyższonej podłogi, na które prowadzą schodki lub pochylnie. Średnica kół wynosi 850 mm. Ze względu na sposób połączenia członów ze sobą, nie jest możliwe skracanie i wydłużanie pojazdu w warunkach eksploatacyjnych, jednakże istnieje możliwość łączenia maksymalnie 3 pojazdów w trakcję wielokrotną. 
Stosowany jest mieszany układ foteli: rzędami i grupami. W pojeździe zamontowano 160+13 miejsc siedzących w klasie II i 20 w klasie I. W przestrzeni pasażerskiej znajdują się dwie toalety w systemie zamkniętym oraz przestrzeń dla podróżnych z ograniczoną możliwością poruszania się, z dużym bagażem lub z rowerem, w pobliżu której, przy drzwiach są windy dla niepełnosprawnych.
Acatus II jest wyposażony w fotel pomocnika maszynisty, dzięki czemu mogą przekraczać prędkość 130 km/h w normalnej eksploatacji, do czego wymagana jest dwuosobowa obsługa. Widoczność z kabiny jest dobra, oprócz martwej strefy tuż przed czołem. Wymaga to szczególnej uwagi podczas ruszania przy niskich peronach, a także przy przejściach na poziomie szyn.
Pociąg ten jest uboższą wersją pojazdów z rodziny Elf. Wśród różnic technicznych znajdujemy brak spełniania normy zderzeniowej PN-EN-15227 (sama wytrzymałość konstrukcji jest natomiast identyczna jak w elfach – P II według normy PN-EN-12663-1), brak bloków czyszczących powierzchnie toczne, smarowanie obrzeży jest zredukowane tylko do zewnętrznych osi wózka napędowego (w elfie obie).
W 2016 jednostki zostały skierowane na naprawy okresowe, podczas których otrzymały nową malaturę.
W 2021 roku w zakładach ZNTK Mińsk Mazowiecki rozpoczęły się naprawy acatusów poziomu P4 połączone z modernizacją obejmującą m.in. wymianę tarcz hamulcowych i kół monoblokowych, montażu systemu informacji pasażerskiej, systemu zliczania pasażerów, nadajników Wi-fi, uchwytów na rowery nowego systemu monitoringu wewnętrznego i zewnętrznego oraz wymianie tapicerki siedzeń, montażu.

## Eksploatacja

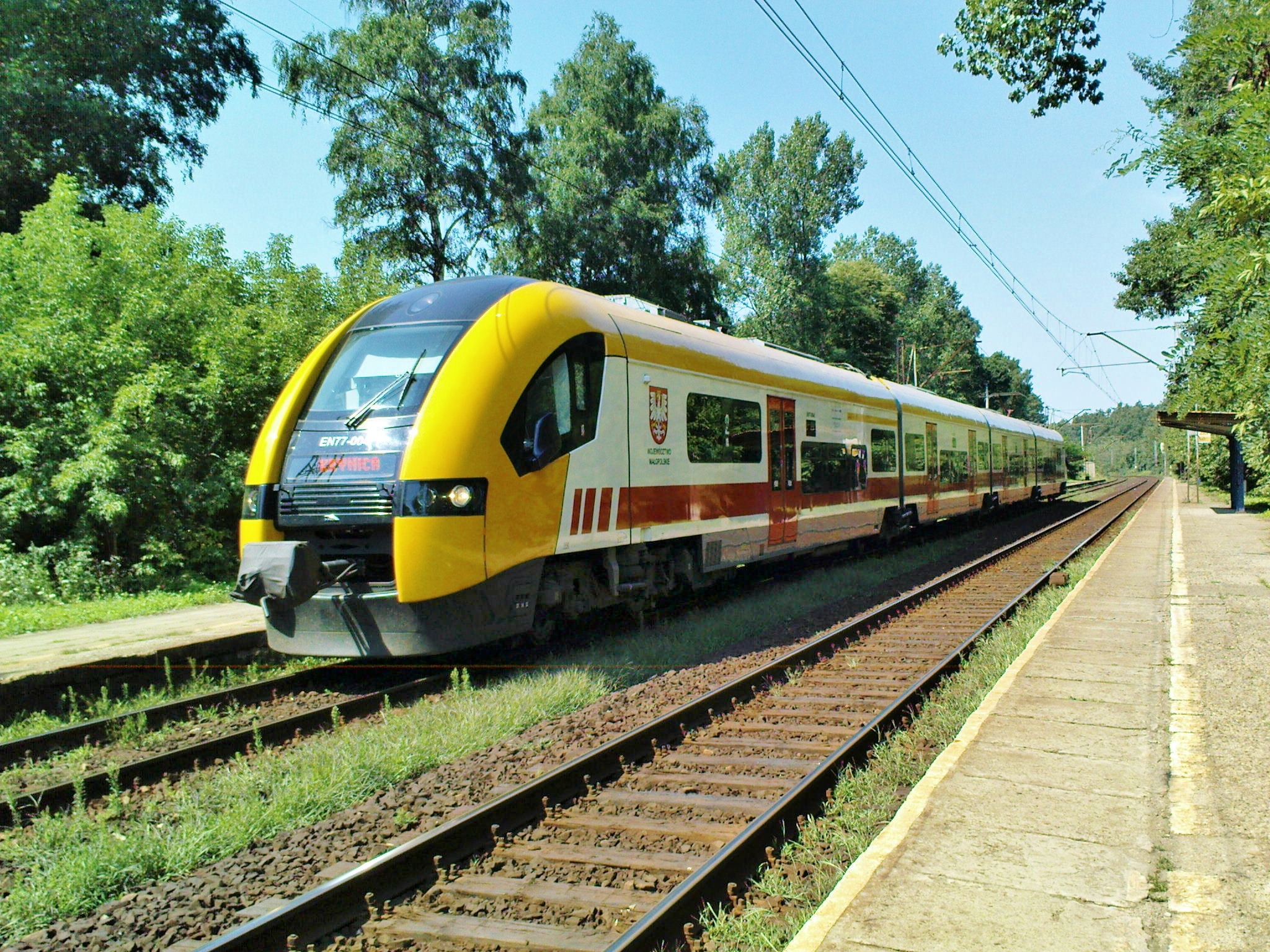
EN77-004 w Szarowie (2011)

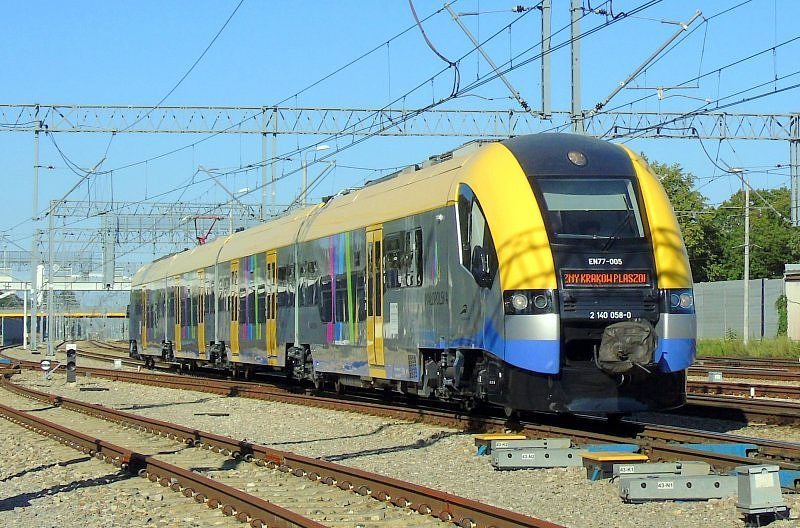
EN77-005 w nowym malowaniu (2016)

28 stycznia 2010 podpisana została umowa na dostawę 5 nowych elektrycznych zespołów trakcyjnych typu Acatus II z samorządem województwa małopolskiego. Zakup taboru został sfinansowany z funduszy unijnych w ramach małopolskiego Regionalnego Programu Operacyjnego na lata 2007–2013.
Acatusy II to pierwsze EZT kupione przez województwo małopolskie. Wcześniej kupowano mniejsze pojazdy elektryczne (Pesa 308B) oraz spalinowe (Kolzam 212M i Pesa 218M).
28 stycznia 2011 pierwsze 2 pociągi zostały dostarczone do Krakowa i ruszyły w pierwszy kurs w barwach Przewozów Regionalnych do Tarnowa i do Krynicy przez Nowy Sącz. Kolejne dwa składy zostały dostarczone 29 marca. Ostatni, piąty acatus II, został dostarczony w II kwartale 2011 roku.
Jesienią 2012 roku pojawił się problem nadmiernego zużywania się zestawów kołowych. We wrześniu jeden ze składów został wyłączony z ruchu ze względu na graniczne zużycie zestawów kołowych. W grudniu zostały wyłączone 3 kolejne składy, a ostatni w maju 2013. Wszystkie pojazdy przejechały 70-80 tysięcy kilometrów, pomimo iż zgodnie z umową powinny przejechać 100 tysięcy. W związku z czym PR zażądały naprawy na koszt producenta. Po naprawieniu i przekazaniu 2 pierwszych składów, Pesa zatrzymała 3. naprawiony skład i wystawiła fakturę za naprawę wszystkich 3 składów. Według Pesy przyczyną zbyt szybkiego zużywanie się kół w EN77 jest zły stan infrastruktury w województwie małopolskim, jednak producent wiedział o stanie linii kolejowych.
12 grudnia 2015 zakończyła się umowa dzierżawy jednostek przez Przewozy Regionalne. 13 grudnia jednostki przekazano w dzierżawę Kolejom Małopolskim. Powodem zmiany użytkownika jest przejecie przez KMł od PR obsługi linii Kraków Główny – Sędziszów.
W 2017 roku EN77-001, 002 i 005 trafiły na kilka miesięcy do Przewozów Regionalnych.
24 września 2018 Urząd Marszałkowski podjął uchwałę odnośnie do wniesienia aportem do Kolei Małopolskich wszystkich EZT EN77

### Nazwy pociągów
W maju 2011 ogłoszono konkurs na nazwy dla pociągów, w wyniku którego 27 września nadano pociągom imiona. Każde z nich odnosi się do jednego z subregionów Małopolski.
| Oznaczenie | Imię        | Subregion            |
| ---------- | ----------- | -------------------- |
| EN77-001   | Pawie Pióro | krakowski            |
| EN77-002   | Jaskółka    | tarnowski            |
| EN77-003   | Jura        | Małopolska Zachodnia |
| EN77-004   | Nikifor     | sądecki              |
| EN77-005   | Tischner    | podhalański          |

Poszczególne pociągi nie są na stałe przypisane do „swoich” subregionów. EN77-003 Jura obsługuje np. niektóre połączenia do Zakopanego.
Od 1 czerwca do 5 listopada 2012 z Krynicy do Warszawy Wschodniej kursował pociąg Interregio Nikifor. Relacja nie była jednak obsługiwana przez EN77-004 noszący to samo imię, a składy innego typu. Wspólna nazwa bywała przyczyną pomyłek.